# 瓦尔尼
瓦尔尼（法語：Wargnies，法語發音：[waʁɲi]）是法国上法蘭西大區索姆省的一个市镇，属于亚眠区。

## 地理
瓦尔尼（50°2'5"N, 2°15'21"E）面积2.82 平方千米，位于法国上法蘭西大區索姆省，该省份为法国北部沿海省份，北起加来海峡省和北部省，西接滨海塞纳省和大西洋英吉利海峡，南至瓦兹省，东临埃纳省。
与瓦尔尼接壤的市镇（或旧市镇、城区）包括：卡纳普勒、弗莱塞勒、阿韦尔纳、纳乌尔。

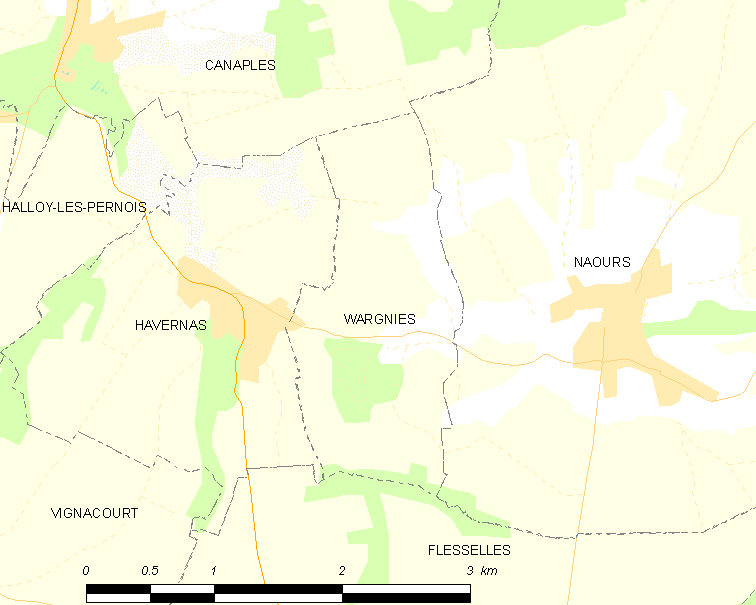
瓦尔尼的OSM定位图

瓦尔尼的时区为UTC+01:00、UTC+02:00（夏令时）。

## 行政
瓦尔尼的邮政编码为80670，INSEE市镇编码为80819。

## 政治
瓦尔尼所属的省级选区为科尔比县。

## 人口

1962-2008年间瓦尔尼人口变化图示

瓦尔尼于2022年1月1日时的人口数量为78人。